# William J. Harris

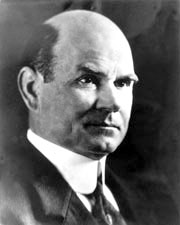
William J. Harris

William Julius Harris (* 3. Februar 1868 in Cedartown, Polk County, Georgia; † 18. April 1932 in Washington, D.C.) war ein US-amerikanischer Politiker (Demokratische Partei). Er vertrat den Bundesstaat Georgia im US-Senat.
William Harris war der Enkel von Charles Hooks, einem früheren Mitglied des US-Repräsentantenhauses aus North Carolina. Er besuchte die öffentlichen Schulen seiner Heimat und machte 1890 seinen Abschluss an der University of Georgia in Athens. Danach stieg er in die Versicherungsbranche sowie ins Bankgewerbe in Cedartown ein.
Von 1904 bis 1909 war Harris als Privatsekretär bei US-Senator Alexander S. Clay beschäftigt. Danach wurde er selbst politisch aktiv und saß von 1911 bis 1912 im Senat von Georgia. Zwischen 1913 und 1915 amtierte er als Direktor des United States Census Bureau; diesen Posten legte er nieder, als er 1915 Mitglied der Bundeshandelskommission (FTC) wurde, in der er bis 1918 verblieb. Dabei stand er der Kommission ab 1917 als Chairman vor.
Er trat zurück, um als US-Senator für Georgia zu kandidieren. Nach seinem Wahlsieg nahm er das Mandat in Washington ab dem 4. März 1919 wahr und wurde zweimal im Amt bestätigt. Während seiner Zeit im Senat war Harris unter anderem Mitglied der National Forest Reservation Commission, die sich um den Schutz der amerikanischen Wälder bemühte. Er starb am 18. April 1932 an den Folgen eines Herzinfarktes und wurde in Cedartown beigesetzt.
Georgias Gouverneur Richard Russell setzte John S. Cohen als kommissarischen Nachfolger für Harris ein. Bei der fälligen Nachwahl trat er selbst an und gewann.